# SM U-24 (1913)
SM U-24 – niemiecki okręt podwodny typu U-23 zbudowany w Friedrich Krupp Germaniawerft, Kilonii w latach 1912-1913. Wodowany 24 maja 1913 roku, wszedł do służby w Cesarskiej Marynarce Wojennej 6 grudnia 1913 roku. 1 sierpnia 1914 roku został przydzielony do III Flotylli pod dowództwem kapitana Rudolfa Schneidera. U-24 w czasie siedmiu patroli zatopił 34 statki nieprzyjaciela o łącznej wyporności 106 103 GRT, 3 uszkodził jeden zajął jako pryz oraz zatopił jedne okręt wojenny. 
26 października 1914 roku U-24 zaatakował francuski statek parowy „Amiral Ganteaume”, na pokładzie którego znajdowali się uchodźcy z Belgii. W wyniku ataku statek został uszkodzony,
Pierwszym zatopionym statkiem przez U-24 był brytyjski pancernik HMS „Formidable” o wyporności 15 805 GRT. Okręt został storpedowany i zatonął około 30 mil na południe od Lyme Regis na wybrzeżach Dover. W wyniku zatonięcia śmierć poniosło około 547 z ponad siedmiuset członków załogi.
4 czerwca 1916 roku kapitanem U-24 został mianowany Walter Remy. Pod jego dowództwem U-24 zatopił dziewięć statków nieprzyjaciela. Ostatnie dwa 18 czerwca 1917 roku. Brytyjskie parowce „V” (6 557 GRT) oraz „English Monarch” (4 947 GRT).
W sierpniu 1917 roku U-24 został przydzielony do Flotylli Treningowej i nie brał udziału w walkach. 22 listopada 1918 roku okręt został poddany Royal Navy. W 1922 został rozebrany w Swansea.